# Loppesjön
Loppesjön är en sjö i Hudiksvalls kommun i Hälsingland och ingår i Delångersåns huvudavrinningsområde. Sjön är 14 meter djup, har en yta på 0,304 kvadratkilometer och befinner sig 97,6 meter över havet.

## Delavrinningsområde
Loppesjön ingår i det delavrinningsområde (684749-154599) som SMHI kallar för Utloppet av Loppesjön. Medelhöjden är 122 meter över havet och ytan är 4,07 kvadratkilometer. Det finns inga avrinningsområden uppströms utan avrinningsområdet är högsta punkten. Vattendraget som avvattnar avrinningsområdet har biflödesordning 2, vilket innebär att vattnet flödar genom totalt 2 vattendrag innan det når havet efter 53 kilometer. Avrinningsområdet består mestadels av skog (72 procent). Avrinningsområdet har 0,3 kvadratkilometer vattenytor vilket ger det en sjöprocent på 7,3 procent.